# 哲尔扎莫伊
哲尔扎莫伊，是匈牙利杰尔-莫雄-肖普朗州所辖的一个村。总面积26.38平方公里，总人口2423，人口密度91.8人/平方公里（2011年1月1日）。